# Пивоваров Валерій Костянтинович
Валерій Костянтинович Пивоваров (17 листопада 1934, Ленінград, РРФСР) — український дипломат, педагог. Надзвичайний та Повноважний Посол України.

## Біографія
Народився 17 листопада 1934 року в Ленінграді. У 1958 закінчив Київський інженерно-будівельний інститут, інженер-будівельник. Аспірантура Київського інженерно-будівельного інституту (1960–1963). Кандидат технічних наук (1969).
З 1950 року почав займатися баскетболом в спортивному товаристві «Динамо Київ», а згодом в команді Київського інженерно-будівельного інституту. З 1959 року працював в Київській філії центрального проектного інституту № 20 Міністерства Оборони СРСР.
У 1961 році познайомився баскетболісткою Кисельовою Інесою Олександрівною, з якою одружився 5 лютого 1962 року. На той час був баскетбольним суддею Всесоюзної категорії. В Київському інженерно-будівельному інституті працював з 1963 року на посадах асистента, старшого викладача, доцента. З 1969 року у відрядженні в Університеті в Камбоджі.
У 1971–1976 рр. доцент в Політехнічному Університеті Алжира.
З 1976 по 1988 — на викладацькій роботі з іноземними студентами Київського інженерно-будівельного інституту
З 1988 по 1990 — на викладацькій роботі у Алжирі.
З 1990 по 1993 — проректор з міжнародних зв'язків Київського інженерно-будівельного інституту.
З 1993 по 10.1996 — Тимчасово повірений у справах України в Гвінейській Республіці.
З 10.1996 по 07.1998 — Надзвичайний та Повноважний Посол України у Гвінейській Республіці.

## Сім'я
- Батько — Пивоваров Костянтин Іванович (12.06.1908), залізничник.
- Мати — Ринейська Софія Адамівна (30.09.1910).
- Брат — Пивоваров Анатолій Костянтинович (23.07.1939),
- Племінник — Пивоваров Юрій Анатолійович — український дипломат
- Дружина — Пивоварова (Кисельова) Інеса Олександрівна (05.08.1939), баскетболістка київського «Динамо», майстер спорту міжнародного класу, чемпіонка світу та Європи, грала в збірні СРСР з 1962 року.[3]
- Донька — Маркуш Юлія Валеріївна (9.10.1964)
- Донька — Степанова Наталія Валеріївна (11.01.1971)
- Внучка — Маркуш Катаріна (7.11.1986), проживає в Угорщині.
- Внучка — Пивоварова Софія (5.01.1994), проживає в Києві.